# Famille de Chaumont
 (novembre 2021).
La mise en forme du texte ne suit pas les recommandations de Wikipédia : il faut le « wikifier ».
Les points d'amélioration suivants sont les cas les plus fréquents. Le détail des points à revoir est peut-être précisé sur la page de discussion.
- Les titres sont pré-formatés par le logiciel. Ils ne sont ni en capitales, ni en gras.
- Le texte ne doit pas être écrit en capitales (les noms de famille non plus), ni en gras, ni en italique, ni en « petit »…
- Le gras n'est utilisé que pour surligner le titre de l'article dans l'introduction, une seule fois.
- L'italique est rarement utilisé : mots en langue étrangère, titres d'œuvres, noms de bateaux, etc.
- Les citations ne sont pas en italique mais en corps de texte normal. Elles sont entourées par des guillemets français : « et ».
- Les listes à puces sont à éviter, des paragraphes rédigés étant largement préférés. Les tableaux sont à réserver à la présentation de données structurées (résultats, etc.).
- Les appels de note de bas de page (petits chiffres en exposant, introduits par l'outil «  Source ») sont à placer entre la fin de phrase et le point final[comme ça].
- Les liens internes (vers d'autres articles de Wikipédia) sont à choisir avec parcimonie. Créez des liens vers des articles approfondissant le sujet. Les termes génériques sans rapport avec le sujet sont à éviter, ainsi que les répétitions de liens vers un même terme.
- Les liens externes sont à placer uniquement dans une section « Liens externes », à la fin de l'article. Ces liens sont à choisir avec parcimonie suivant les règles définies. Si un lien sert de source à l'article, son insertion dans le texte est à faire par les notes de bas de page.
- La présentation des références doit suivre les conventions bibliographiques. Il est recommandé d'utiliser les modèles {{Ouvrage}}, {{Chapitre}}, {{Article}}, {{Lien web}} et/ou {{Bibliographie}}. Le mode d'édition visuel peut mettre en forme automatiquement les références.
- Insérer une infobox (cadre d'informations à droite) n'est pas obligatoire pour parachever la mise en page.

Pour une aide détaillée, merci de consulter Aide:Wikification.
Si vous pensez que ces points ont été résolus, vous pouvez retirer ce bandeau et améliorer la mise en forme d'un autre article.
 (novembre 2021).
Si vous disposez d'ouvrages ou d'articles de référence ou si vous connaissez des sites web de qualité traitant du thème abordé ici, merci de compléter l'article en donnant les références utiles à sa vérifiabilité et en les liant à la section « Notes et références ».

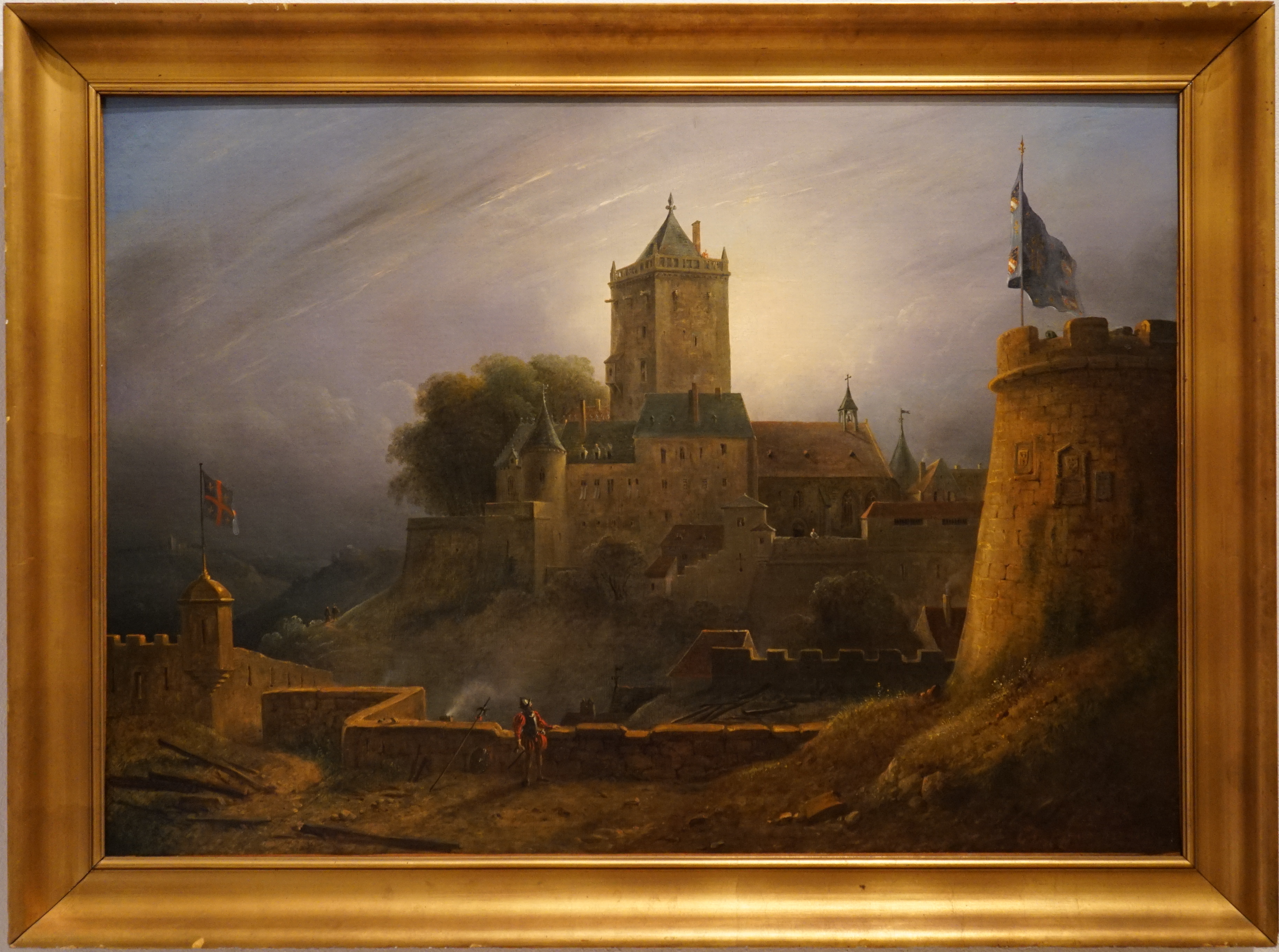
Le château par Pernot.

La famille de Chaumont est la famille des seigneurs de Chaumont (Haute-Marne). Elle avait des possessions territoriales ou des droits féodaux sur la plupart des villages environnants ; mais ces biens, divisés par les partages de successions, formaient des fortunes particulières peu considérables.
Cette famille de la noblesse française est éteinte et elle n'est pas à confondre avec des familles homonymes.

## Chronologie
Première branche
La seigneurie de Chaumont compte parmi ses membres :
- Geoffroy Ier de Chaumont seigneur et fondateur de Chaumont (v.995)
- Hugues Ier de Chaumont seigneur de Chaumont (v.1050)
- Geoffroy II de Chaumont seigneur de Chaumont (v.1100)
- Hugues II de Chaumont seigneur de Chaumont (v.1126)
- Renier de Chaumont seigneur de Chaumont († v.1144)

Deuxième branche
- Rénier de Marac seigneur de Chaumont († 1167), épouse Clémence vers 1136, fille du précédent.
- Milon de Marac seigneur de Chaumont (v.1145 - † 22/09/1202) Croisé[1]
- Jobert de Chaumont seigneur de Chaumont (v.1140 - 1203)

Les biens gagés pour les départs en croisade passent en 1205 au comté de Champagne.

## Arbre généalogique
|              |              |              |              |                |                |                |                |                  |                  |                  |                  |                    |                    |                    |                    |                       |                       |                       |                       |                       |                       |                      |                      |                       |                       |                       |                       | Geoffroy Ier de Chaumont |                         |                         |                         |                         |                         |                       |                       |                       |                       |                      |                      |                       |                       |                       |                       |                       |                       |  |  |  |  |  |  |  |  |  |  |  |  |  |  |  |  |  |  |  |  |
|              |              |              |              |                |                |                |                |                  |                  |                  |                  |                    |                    |                    |                    |                       |                       |                       |                       |                       |                       |                      |                      |                       |                       |                       |                       |                          |                         |                         |                         |                         |                         |                       |                       |                       |                       |                      |                      |                       |                       |                       |                       |                       |                       |  |  |  |  |  |  |  |  |  |  |  |  |  |  |  |  |  |  |  |  |
|              |              |              |              |                |                |                |                |                  |                  |                  |                  |                    |                    |                    |                    |                       |                       |                       |                       |                       |                       |                      |                      |                       |                       |                       |                       | Hugues Ier de Chaumont   |                         |                         |                         |                         |                         |                       |                       |                       |                       |                      |                      |                       |                       |                       |                       |                       |                       |  |  |  |  |  |  |  |  |  |  |  |  |  |  |  |  |  |  |  |  |
|              |              |              |              |                |                |                |                |                  |                  |                  |                  |                    |                    |                    |                    |                       |                       |                       |                       |                       |                       |                      |                      |                       |                       |                       |                       |                          |                         |                         |                         |                         |                         |                       |                       |                       |                       |                      |                      |                       |                       |                       |                       |                       |                       |  |  |  |  |  |  |  |  |  |  |  |  |  |  |  |  |  |  |  |  |
|              |              |              |              |                |                |                |                |                  |                  |                  |                  |                    |                    |                    |                    |                       |                       |                       |                       |                       |                       |                      |                      |                       |                       |                       |                       |                          |                         |                         |                         |                         |                         |                       |                       |                       |                       |                      |                      |                       |                       |                       |                       |                       |                       |  |  |  |  |  |  |  |  |  |  |  |  |  |  |  |  |  |  |  |  |
|              |              |              |              |                |                |                |                | Etienne de Marac | Etienne de Marac | Etienne de Marac | Etienne de Marac | Etienne de Marac   | Etienne de Marac   |                    |                    |                       |                       |                       |                       | Berenger de Chaumont  | Berenger de Chaumont  | Berenger de Chaumont | Berenger de Chaumont | Berenger de Chaumont  | Berenger de Chaumont  |                       |                       | Geoffroy II de Chaumont  | Geoffroy II de Chaumont | Geoffroy II de Chaumont | Geoffroy II de Chaumont | Geoffroy II de Chaumont | Geoffroy II de Chaumont |                       |                       | Renier I de Chaumont  | Renier I de Chaumont  | Renier I de Chaumont | Renier I de Chaumont | Renier I de Chaumont  | Renier I de Chaumont  |                       |                       |                       |                       |  |  |  |  |  |  |  |  |  |  |  |  |  |  |  |  |  |  |  |  |
|              |              |              |              |                |                |                |                | Etienne de Marac | Etienne de Marac | Etienne de Marac | Etienne de Marac | Etienne de Marac   | Etienne de Marac   |                    |                    |                       |                       |                       |                       | Berenger de Chaumont  | Berenger de Chaumont  | Berenger de Chaumont | Berenger de Chaumont | Berenger de Chaumont  | Berenger de Chaumont  |                       |                       | Geoffroy II de Chaumont  | Geoffroy II de Chaumont | Geoffroy II de Chaumont | Geoffroy II de Chaumont | Geoffroy II de Chaumont | Geoffroy II de Chaumont |                       |                       | Renier I de Chaumont  | Renier I de Chaumont  | Renier I de Chaumont | Renier I de Chaumont | Renier I de Chaumont  | Renier I de Chaumont  |                       |                       |                       |                       |  |  |  |  |  |  |  |  |  |  |  |  |  |  |  |  |  |  |  |  |
|              |              |              |              |                |                |                |                |                  |                  |                  |                  |                    |                    |                    |                    |                       |                       |                       |                       |                       |                       |                      |                      |                       |                       |                       |                       |                          |                         |                         |                         |                         |                         |                       |                       |                       |                       |                      |                      |                       |                       |                       |                       |                       |                       |  |  |  |  |  |  |  |  |  |  |  |  |  |  |  |  |  |  |  |  |
| Marie de Bay | Marie de Bay | Marie de Bay | Marie de Bay | Marie de Bay   | Marie de Bay   |                |                | Renier de Marac  | Renier de Marac  | Renier de Marac  | Renier de Marac  | Renier de Marac    | Renier de Marac    |                    |                    | Clémentia de Chaumont | Clémentia de Chaumont | Clémentia de Chaumont | Clémentia de Chaumont | Clémentia de Chaumont | Clémentia de Chaumont |                      |                      | Hélissend de Chaumont | Hélissend de Chaumont | Hélissend de Chaumont | Hélissend de Chaumont | Hélissend de Chaumont    | Hélissend de Chaumont   |                         |                         | Renier II de Chaumont   | Renier II de Chaumont   | Renier II de Chaumont | Renier II de Chaumont | Renier II de Chaumont | Renier II de Chaumont |                      |                      | Hugues II de Chaumont | Hugues II de Chaumont | Hugues II de Chaumont | Hugues II de Chaumont | Hugues II de Chaumont | Hugues II de Chaumont |  |  |  |  |  |  |  |  |  |  |  |  |  |  |  |  |  |  |  |  |
| Marie de Bay | Marie de Bay | Marie de Bay | Marie de Bay | Marie de Bay   | Marie de Bay   |                |                | Renier de Marac  | Renier de Marac  | Renier de Marac  | Renier de Marac  | Renier de Marac    | Renier de Marac    |                    |                    | Clémentia de Chaumont | Clémentia de Chaumont | Clémentia de Chaumont | Clémentia de Chaumont | Clémentia de Chaumont | Clémentia de Chaumont |                      |                      | Hélissend de Chaumont | Hélissend de Chaumont | Hélissend de Chaumont | Hélissend de Chaumont | Hélissend de Chaumont    | Hélissend de Chaumont   |                         |                         | Renier II de Chaumont   | Renier II de Chaumont   | Renier II de Chaumont | Renier II de Chaumont | Renier II de Chaumont | Renier II de Chaumont |                      |                      | Hugues II de Chaumont | Hugues II de Chaumont | Hugues II de Chaumont | Hugues II de Chaumont | Hugues II de Chaumont | Hugues II de Chaumont |  |  |  |  |  |  |  |  |  |  |  |  |  |  |  |  |  |  |  |  |
|              |              |              |              |                |                |                |                |                  |                  |                  |                  |                    |                    |                    |                    |                       |                       |                       |                       |                       |                       |                      |                      |                       |                       |                       |                       |                          |                         |                         |                         |                         |                         |                       |                       |                       |                       |                      |                      |                       |                       |                       |                       |                       |                       |  |  |  |  |  |  |  |  |  |  |  |  |  |  |  |  |  |  |  |  |
|              |              |              |              | Milon de Marac | Milon de Marac | Milon de Marac | Milon de Marac | Milon de Marac   | Milon de Marac   |                  |                  | Jobert de Chaumont | Jobert de Chaumont | Jobert de Chaumont | Jobert de Chaumont | Jobert de Chaumont    | Jobert de Chaumont    |                       |                       |                       |                       |                      |                      |                       |                       |                       |                       |                          |                         |                         |                         | Emeline de Chaumont     | Emeline de Chaumont     | Emeline de Chaumont   | Emeline de Chaumont   | Emeline de Chaumont   | Emeline de Chaumont   |                      |                      |                       |                       |                       |                       |                       |                       |  |  |  |  |  |  |  |  |  |  |  |  |  |  |  |  |  |  |  |  |

## Les seigneurs de Chaumont dans la "Chronique deGrancey"
Ils n'étaient pas assez riches pour prendre part à ces mouvements religieux ; c'est ce qui a fait dire à la Chronique de Grancey « qu'ils ne firent oncques bien en leur vie ains tousiours desgastèrent sainte Eglise » - sans doute les auteurs de cette chronique, chargée de louanger la famille Grancey, avaient un motif, que nous ne connaissons pas aujourd'hui, pour discréditer ainsi celle de Chaumont. Ils disent plus loin que les seigneurs de Choiseul et d'Aigremont, - qui étaient parents des Grancey - s'entendaient pour le bien, mais que ceux de Chaumont et de Nogent-en-Bassigny étaient toujours d'accord pour le mal et complices des mêmes crimes.
Il ajoute que divers gentilshommes du pays étant allés en Irlande, par curiosité ou par dévotion, pour voir le lieu appelé Le purgatoire de saint Patrice, les comtes de Bourlémont et de Clefmont, qu'ils font parent du saint évêque, en revinrent sains et saufs ; mais que le seigneur de Chaumont y demeura abimé, avec quelques autres qu'ils damnent avec plaisir.
On y trouve encore le récit suivant : « Il advint qu'à Chaumont furent deux seigneurs frères ; l'un était bien formé ; l'autre avait été également beau, mais il était devenu laid et bossu. Son frère le déprisait ; il disait qu'il n'était pas son frère. Quand le bossu vu que son frère le déprisait, il en eut grand deuil. Il alla au roi de France et lui donna sa part d'héritage à la condition qu'il lui donnerait ce qu'il lui faudrait. Le roi lui donna un lieu délectable pour lui demeurer, avec des écuyers pour son service et il envoya ses sergents à Chaumont qui prirent la part du bossu et s'efforcèrent de suppéditer l'autre. » A ce conte, un chroniqueur ajoute : « Les deux fils du seigneur de Chaumont se prirent bientôt de querelles ; il se provoquèrent et se battirent près de la croix du prieuré de Buxereuilles ; l'un des deux fut tué. » Ce dernier fait parait être certain, car une tradition constante en a gardé le souvenir.

## Pour approfondir